# Törtei Tünde
Törtei Tünde (Budapest, 1970. február 13. –) magyar színésznő, szinkronszínész.

## Életútja
Már gyerekkorában a színpad vonzásába került, szavalt, táncolt, énekelt, zongorázott, balettozott. Ennek megfelelően zenei iskolába járt, utána óvónői szakközépiskolában, majd óvónőképző főiskolán tanult tovább. Később a Harlequin Gyermekszínházban játszott, ahol ötvözhette a művészetet a pedagógiával.
A Pesti Magyar Színház akadémiáján diplomázott. A végzés után egy évet töltött a debreceni Csokonai Színházban, ezután a Soproni Petőfi Színház társulatának tagja volt. Évek óta elsősorban szinkronizál, ami mindig is kedves volt szívének, és idővel fő tevékenységévé vált. Emellett rendszeresen fellép a Juhász Zoltán kezdeményezésére létrejött Klub Színház előadásain, ami sokkal inkább szolgálat, mint munka számára. A társulat nem kötődik kőszínházhoz, ám az ország számos pontjára hívják őket, működésük a magyar színjátszás hőskorát idézi.

## Szinkronszerepei

### Filmszinkron
- A Féreg akcióba lép – A Táncos – Emma Sjöberg
- A Szem – Mrs.Cheung – Tamlyn Tomita
- A Sziget – Suzie – Shawnee Smith
- A szívem érted RAPes – Chenille – Kerry Washington
- A Wall Street farkasa – Hildy Azoff – Mackenzie Meehan
- Az Igenember – Szu Mi – Vivian Bang
- Bazi nagy film – Mystique – Carmen Electra
- Birdman - Annie
- Brooklyn mélyén – Chantel – Shannon Kane
- Delfines kaland – Sandra – Ashley White
- Dirty Dancing – Lisa – Jane Brucker
- Édesek és mostohák – Dr.Sweikert – Lynn Whitfield
- Eredendő Bűn – Augusta Jordan – Allison Mackie
- Fantomok – Lisa Pailey – Rose McGowan
- Genova – Rosa – Margherita Romeo
- Kínzó látomás – Annie Stahl – Erinn Allison
- Lélegzet – Allison – Cecilia Suárez
- Mindenütt nő – Pan – Michelle Krusiec
- Nagyfiúk – Rita – Di Quon
- Pereld a nőt – Kate – Amy Adams
- Szép kis nap – Marla – Bitty Schram
- Szigorúan bizalmas – Tammy Jordan – Shawnee Free Jones
- Szűzlányok ajándékba – Elissa – Kate Groombridge
- Tükröm tükröm – Candy – Elle Machperson
- Vanilia égbolt – Libby – Alicia Witt
- Véres románc – Lauren Fleck – Kristen Wlig
- Viharsziget – Marino ápolónő – Nellie Sciutto

### Sorozatszinkron
- Időtlen szerelem - Renata Monterrubio - Silvia Navarro
- Szerelem ajándékba - Ana Leal (a 100. részig) - Silvia Navarro
- 4400 – Devon – Jody Thomson
- 90210 – Amanda Bernard – Ashley Jones
- A Betolakodó – Raniegos – Beatriz Monroy
- A Bosszú álarca – Teresa Ramos – Claudia Arroyave
- A Főnökök főnöke – Ninetta Bagarella – Gioia Spaziani
- A közvetítő – Laurence Reyner – Sabrina Seyvecou
- A Mostoha – Lupita Montes – Mariana Rios
- A Narancsvidék – Julie Cooper – Melinda Clarke
- A Pálmák árnyéka – Blair Meadows – Nicole Bilderback
- A S.H.I.E.L.D. ügynökei: Elena 'Yo-Yo' Rodriguez – Natalia Cordova-Buckley
- A Szállító – Juliette Dobois – Delphine Chanéac
- Alias – Nadia Santos – Mia Maestro
- Alice új élete – Audrey Althuy – Julia Vignali
- Árva angyal – Mercedes – Diana Golden
- Az áruló – Ursula – Indhira Serrano
- Az első csók – Suzon – Stéphanie Ever
- A házasság buktatói – Nihal – Gülay Sütçü
- Balfék körzet – Bernarda – Neus Asensi
- Betty, a csúnya lány – Marcela – Natalie Ramirez
- Boszorkák – Ella Dee – Laura Pyper
- Bűvölet – Gloria Forti – Ines Nobili
- Camila – Camila Flores – Bibi Gaytán
- Cobra 11 - Petra Schubert - Martina Hill
- Család csak egy van – Libby Sanders – Belinda Bromilow
- Derek a fenegyerek – Nora MacDonald – Joy Tanner
- Dexter – Rita Benett – Julie Benz
- Divatdiktátorok – Victoria – Krista Allen
- Dr Csont – Dr Saroyan – Tamara Taylor
- Elbűvölő szerelem – Betsabe Galdames – Ivonne Montero
- Elit egység – Jules Callagham – Amy Jo Jonhson
- Elvált Gary – Vanessa – Jalme King
- Édes dundi Valentina – Pandora – Marianela González
- Gőg – Elisa – Gabriella Pession
- Grimm – Juliette – Bitsie Tolluch
- Haláli zsaruk – Randl Fietchet – Marquita Terry
- Hawaii Five-0 – Rachel – Claire Van der Boom
- Herkules – Oi-Lan – Lucy Liu
- Heartland – Miranda – Maxim Roy
- Kés alatt – Grace Santiago – Valerie Cruz
- Külvárosi rendőrök – Francesca Volta – Valeria Milillo
- Largo Winch – Joy Arden – Sydney Penny
- Madison – Rachael Langston – Joely Collins
- Második esély – Mariela – Aby Raymond
- Medicopter 117 – Dr. Eva Linzer – Roswitha Szyszkowitz
- Megkövült szivek – Dr Mercedes Durán – Anais
- Melissa és Joey – Rhonda Cheng – Elisabeth Ho
- Miami trauma – Dr Eva Zambrano – Lana Parrilla
- Mindörökké szerelem – Martina Tinoco – Mariana Rios
- Nikita – Amanda – Melinda Clarke
- NYC 22 – Tonya Sanchez – Judy Marte
- Nyomtalanul – Kim Marcus – Vanessa Marcil
- Ördögi kör – Silvana Santos – Tali Duclaud
- Ötcsillagos szerelem – Rita Marquard – Ellen ten Damme
- Ringer – A vér kötelez – Olivia Charles – Jaime Murray
- Rosario – A múlt fogságában – Priscila Pavón – Lorena Rojas
- Sarah Jane kalandjai – Gita Chandra – Mina Anwar
- Szalamandra – Soledad Volcán – Rossana San Juan
- Szivek iskolája – Lucia Rios – Fabiola Campomanes
- Szulejmán - Gülsah Hatun - Nihan Büyükağaç
- Született feleségek – Xiao Mei – Gwendoline Yeo
- Te vagy az életem – Kimberly – Fabiana Garcia Lago
- Teresa – Paloma Duenas – Isabella Camil
- Vad angyal – Victoria – Veronica Vieyra
- Vadmacska – Eva Granados – Carolina Tejera
- Vészhelyzet – Dr. Neela Rasgotra – Parminder Nagra (második hang)

### Rajzfilmszinkron
- Angry Birds - A film - további magyar hang
- A Fantasztikus négyes – Láthatatlan lány
- South Park – Törcsi
- Batman A Sötét lovag visszatér – Ellen Yindel
- Dragon Ball - Chi-Chi
- Dragon Ball Z - Chi-Chi
- Dragon Ball GT - Chi-Chi
- Dragon Ball Super - Chi-Chi
- Pindúr Pandúrok - Sziporka
- Szipi és Szuper - Grafifi

VIDEÓJÁTÉK
- Ada Wong - Resident Evil 2
- Ada Wong - Resident Evil 4 (2023)